# 善意の競争
『善意の競争』（ぜんいのきょうそう、原題：선의의 경쟁 英語名:Friendly Rivalry）は、2025年2月10日から3月6日まで韓国のU+モバイルTVで放送された連続テレビドラマ。全16話(1話から16話まで）。

## 概要
『善意の競争』（2025年2月10日-3月6日放送、全16話）(韓国語:선의의 경쟁)、(英語:Friendly Rivalry)は、ソン・チェユンとシム・ジェヨンによる同名のウェブトゥーンを原作とし、イ・ヘリ、チョン・スビン、カン・ヘウォン、オ・ウリらが出演するミステリースリラー番組。 U+モバイルTVで2025年2月10日から3月6日まで、毎週月曜から木曜の00:00 (KST) から放送された。
また、インターネット上の動画配信サービスサイトU-NEXT、ABEMA、Watcha、Huluで毎週月・火曜日に配信されている。

## 登場人物

### 主要人物
ユ・ジェイ(ジェイ）
演 - イ・ヘリ
チェファ女子高校3年2組の生徒。
韓国の上位1％の生徒たちが集まったチェファ女子高校で、学年1位を取り続けている天才女子高生。
ウ・スルギ(スルギ)
演 - チョン・スビン
地方の児童養護施設出身の転校生。
チェファ女子高校3年2組の生徒。
以前通っていた学校では普通の成績だったが、将来を悲観して猛勉強の末に学年1位となり、チェファ女子高校に転校する。
チュ・イェリ(イェリ)
演 - カン・ヘウォン
チェファ女子高校3年2組の生徒。
外見や高級品が好きで、噂話が好きなゴシップの女王。
チェ・ギョン
演 - オ・ウリ
チェファ女子高校3年2組の生徒。いくら努力しても万年2位を抜け出せずにコンプレックスを抱えている。

### ユ・ジェイの周辺人物
ユ・テジュン
演 - キム・テフン
ユ・ジェイの父親。
Jメディカル・センターの院長で医学博士。
ユ・ジェナ(ジェナ）
演 - チュ・イェジン
ユ・ジェイの姉